# Crise politique de 2009 à Madagascar
La crise politique de 2009 à Madagascar est une série de manifestations, d'émeutes et de confrontations politiques qui secouent Madagascar de janvier 2009 à décembre 2013. Elle oppose le mouvement d'opposition politique dirigé par le maire d'Antananarivo, Andry Rajoelina contre le président Marc Ravalomanana.
La crise atteint son paroxysme le 21 mars 2009, Ravalomanana se voit contraint de transférer le pouvoir à un conseil militaire et s'exile en Afrique du Sud. Andry Rajoelina se proclame président, 5 jours après. La communauté internationale condamna cette prise de pouvoir jugée « anticonstitutionnelle et antidémocratique », qualifiant même la prise de pouvoir de coup d'état.
Andry Rajoelina, Marc Ravalomanana et les deux anciens Présidents de la République Albert Zafy et Didier Ratsiraka se réunissent en août 2009 à Maputo. Les chefs des trois principales faction politique du pays sont interdits de se porter candidats à l'élection.
Le 11 décembre 2010, une nouvelle constitution a été formellement approuvée, lançant la Quatrième République. Le 28 octobre 2011, un Premier ministre de consensus, Omer Beriziky, a été nommé. Des élections présidentielles et législatives étaient prévues les 8 mai et 3 juillet 2013 et se sont finalement tenues en décembre. Hery Rajaonarimampianina gagne les scrutins, et Andry Rajoelina quitte la présidence le 24 janvier 2014, marquant ainsi la fin du gouvernement de transition et donc de la crise politique malgache.
L'arrêt de l'aide financière et des investissements étrangers, conséquence de l'instabilité politique, plongea le pays dans la pire crise économique de son histoire.

## Origines de la crise

### L'«État-Tiko», origines des conflits
Affirmant lors de son élection en 2002 qu'un pays se gère comme une entreprise, Marc Ravalomanana transforme progressivement le gouvernement malgache en une extension de son groupe agroalimentaire Tiko devenu tentaculaire (surnommé par la suite l'« État-Tiko »). Dès 2003, le Syndicat des industries malgaches (SIM) dénonce la détaxation sur les importations de matières premières qui bénéficie principalement aux sociétés de production agroalimentaire de l'empire Tiko et au détriment des producteurs locaux. Les produits de première nécessité passent tous sous les marques du groupe Tiko. Le riz de première qualité malgache est exporté, et la population est nourrie avec un riz pakistanais bas de gamme. Le 26 juin 2007, le gouvernement annonce une amnistie fiscale qui bénéficie principalement au groupe Tiko. Sa société Alma développe un monopole sur l’ensemble des contrats de bitumage de la capitale. Fin 2007, les syndicats malgaches engagent un dialogue présidentiel qui échoue. Le Conseil national économique et social (Conecs) est la première organisation à contester ouvertement le gouvernement Ravalomanana en juin 2008, et à appeler à sa démission en novembre 2008.
En novembre 2008, l'affaire Daewoo éclate dans le journal américain Financial Times, qui révèle la cession pour 99 ans de 1,3 million d'hectares de terres malgaches à la société sud-coréenne Daewoo, pour une production destinée uniquement à l'exportation, une violation du tanindrazana, principe culturel malgache de l'attache inaliénable entre le peuple et sa terre. En décembre 2008, la présidence acquiert un nouveau Boeing 737 pour 60 millions de dollars. Critiquée, la présidence a du mal à justifier les fonds utilisés pour l'achat de l'avion face aux demandes d’explications du FMI. Ces deux scandales sont portés en fer-de-lance des contestations politiques qui débouchent sur la crise politique.

### Montée en puissance d'Andry Rajoelina
Ancien DJ ayant fait fortune dans la publicité et la communication, Andry Rajoelina s'inscrit dans l'opposition politique depuis que son projet de panneaux publicitaires lumineux trivision fut bloqué en 2003 par les autorités gouvernementales. Il a fondé un parti désigné par le même sigle, Jeunes malgaches déterminés (TGV). Le 12 décembre 2007, Rajoelina est élu maire d'Antananarivo avec 63,32 % des voix face au candidat du parti au pouvoir Tiako I Madagasikara (TIM), pourtant parti favori.
Les émeutes commencent à la suite de la décision gouvernementale, le 13 décembre 2008, de fermer la chaîne de télévision Viva TV, propriété de Andry Rajoelina. Cette décision entraîne la réaction de ce dernier, qui, le 17 décembre 2008, soutenu par des représentants importants de l'opposition politique et de la société civile (notamment Madeleine Ramaholimihaso et Nadine Ramaroson), demande la réouverture de tous les médias fermés par l'État, et l'ouverture de la télévision et de la radio nationale à des représentants de l'opposition. À cette réunion, Andry Rajoelina s'impose comme chef naturel de l'opposition politique à Madagascar, un positionnement qui irrite beaucoup les autres partis comme l'Arema, le LEADER-Fanilo...

### Intensification des confrontations

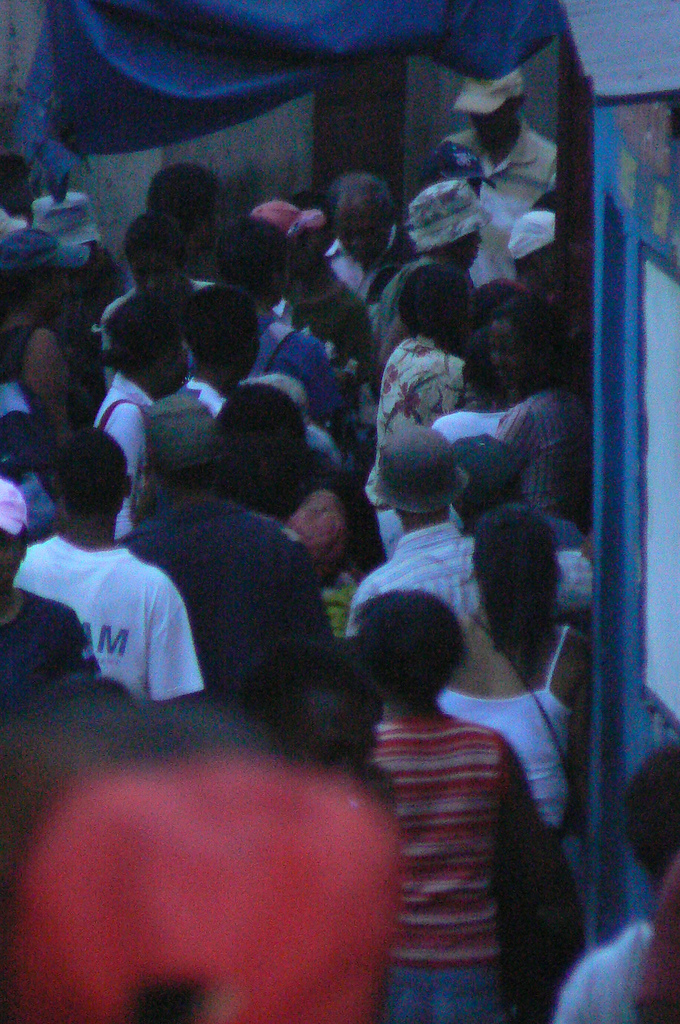
Manifestants à Antananarivo, le 26 janvier 2009.

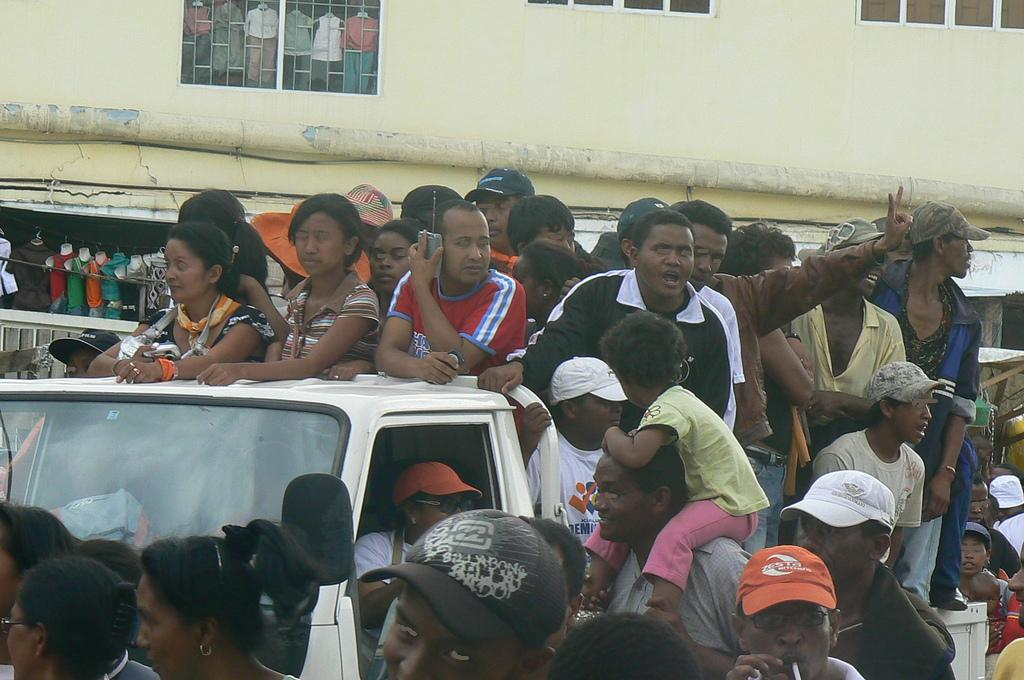
Manifestants, le 24 janvier 2009.

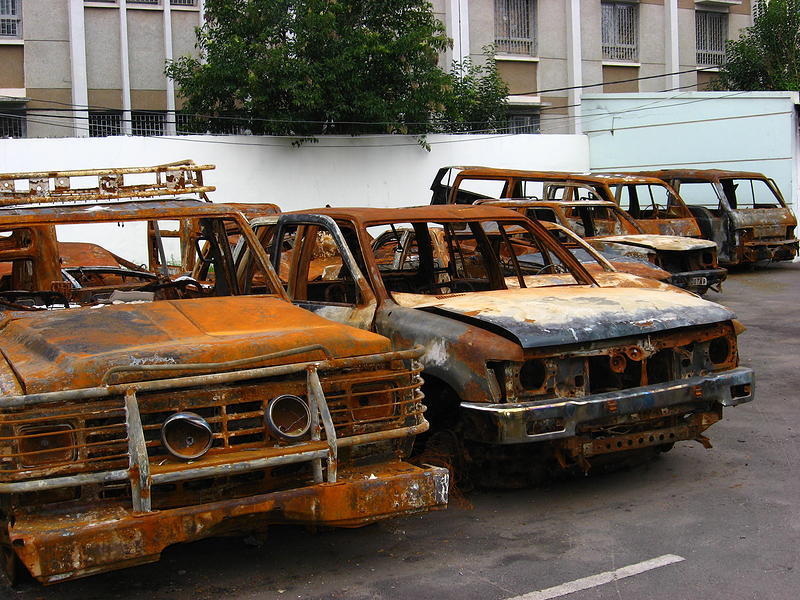
Voitures brûlées lors des émeutes.

Andry Rajoelina lance un ultimatum au gouvernement qui expire le 13 janvier 2009, et resté lettre morte. Il convoque l'ensemble de la presse le 14 janvier 2009 et déclare « Aleo halan' andriana toy izay halam-bahoaka », citation symbolique signifiant « mieux vaut être haï par les rois que par le peuple ». Il décide alors d'inviter les Malgaches à un rassemblement politique le 17 janvier 2009 à l'occasion de l'inauguration de la Place de la Démocratie à Ambohijatovo. Ce rassemblement réunit 30 000 manifestants. Le porte-parole du parti présidentiel minimise immédiatement cet appel en qualifiant cette inauguration de « simple gadget ».
Le 17 janvier 2009, la Place de la Démocratie est inaugurée devant une audience estimée à 30 000 manifestants. Andry Rajoelina prononce un discours relatant les actions réalisées par la Mairie depuis un an, puis procède ensuite à une critique de la conduite des affaires publiques à Madagascar. Il fait part à la foule des méthodes de fonctionnement de Marc Ravalomanana qu'il dit bien connaître, et de son régime et ce depuis son élection à la mairie d'Antananarivo en 2000. Il condamne les contrats passés en 2000 entre la mairie et la chaîne de télévision Malagasy Broadcasting System (MBS) appartenant à Marc Ravalomanana et à ses proches, autorisant cette société à s'installer pour une durée de 50 ans sur les terrains et les locaux de la mairie pour un loyer minimal, ensuite transformé en échange de services,. Le maire d'Antananarivo rappelle également l'achat d'un avion présidentiel estimé à 60 millions de dollars par la présidence, et la location de 1,3 million d'hectares de terres à la société Daewoo Logistics.
Lors d'un nouveau rassemblement, Andry Rajaoelina exige la démission du président Ravalomanana, au-delà donc de ses précédentes demandes de démission de ministres. Face aux autres partis d'opposition, il veut apparaître comme le défenseur de la démocratie, et par voie de fait le nouveau chef d'une opposition qu'il dit décapitée par sept ans de régime du Président Marc Ravalomanana. Une autre manifestation anti-gouvernementale suit le 24 janvier, et débouche sur des émeutes et des pillages durant lesquels l'immeuble de la télévision publique est incendié. Le 26 janvier 2009, l'État envoie des soldats — des « mercenaires » selon les partisans d'Andry Rajaoelina — pour confisquer les émetteurs de la radio Viva. Mais le matin, les partisans de Andry Rajaoelina accourent à la place du 13-Mai. Arrivé à son tour, le maire ordonne à ses partisans de tenir meeting devant le tribunal Anosy pour obtenir la libération de trois étudiants inculpés dans une affaire de cocktail molotov et l'interruption du remblayage qu'il dit non autorisé des rizières d'Andohatapenaka. À Anosy, la manifestation n'est pas maîtrisée. Des partisans s'en prennent aux locaux de la radio et de la télévision nationales, les pillent et les incendient. Ces partisans attaquent aussi les magasins et usines appartenant au groupe Tiko ou à des sociétés privées, propriétés du président Ravalomanana. C'est une remise en cause de la réussite économique du président Ravalomanana, menée par Andry Rajaoelina, lui-aussi homme d'affaires.
L'Île commence alors à s'embraser et les provinces sont également touchées par les mêmes scènes d'émeutes et de pillages. Au moins 68 personnes périssent en moins de trois jours lors d'émeutes et de pillages liés aux manifestations appelées par le maire de la capitale contre le régime. Les responsables de la gendarmerie annoncent officiellement 68 morts alors que le secrétaire d'État français à la Coopération, Alain Joyandet, fait état de « plus de 80 morts en quelques jours ». La plupart des victimes périssent dans des incendies lors de pillages. Dans la capitale, à Antananarivo, les autorités annoncent 42 morts dans l'incendie d'un centre d'achats dont la toiture s'est effondrée sur des pillards. En province, le bilan des forces de l'ordre décompte : 4 morts à Antsirabe, 2 à Fianarantsoa (centre de l’île), 2 à Toamasina (côte est), 1 à Sambava (côte nord-est), 1 à Mahajanga (côte ouest). À Toliara, sur la côte sud-ouest de l'île, ils recensent 16 morts, dont 11 victimes d'une « électrocution ».

## Renversement du pouvoir

### Renversement de Ravalomanana
Le 31 janvier 2009, Andry Rajoelina s'autoproclame « en charge » de la République de Madagascar sur la place du 13-Mai. Il déclare que c'est désormais lui qui donne les ordres aux forces de sécurité et que les bureaux et l'administration seront fermés le 2 février. Le soir même, Marc Ravalomanana tient une conférence de presse au palais présidentiel, où il affirme qu'il reste le détenteur du pouvoir présidentiel. À une question sur d'éventuelles poursuites contre le maire, il répond que le ministère de la Justice statuerait en temps opportun.
Le 2 février 2009, les ministères, la plupart des commerces et entreprises restent ouverts. Le rassemblement de la place du 13-Mai ne regroupe plus que quelques dizaines de personnes, soit beaucoup moins que les jours précédents. Andry Rajoelina s'y présente pour annoncer qu'il lance une procédure de destitution contre le président de la République et qu'une demande dans ce sens sera déposée devant la Haute Cour constitutionnelle. La démarche est effectivement effectuée par l'entremise de Ny Hasina Andriamanjato, coordinateur général de la mairie et ancien ministre de l'ex-président Ratsiraka. Au cours de ce meeting, Andry Rajoelina indique également à ses partisans que, si la procédure de destitution n'aboutit pas, il leur demandera de marcher avec lui sur le palais présidentiel, à Iavoloha, pour y prendre le pouvoir.
Andry Rajoelina est destitué de ses fonctions de maire par le ministre de l'Intérieur, Gervais Rakotoniriana, le 3 février 2009 en raison de « manquements dans la conduite de la mission de la commune ». Il est remplacé par un administrateur provisoire, officiellement appelé président de délégation spéciale.
Le 7 février, 28 manifestants sont tués et 212 autres blessés alors que l'armée tire sur la foule qui marchait vers le palais présidentiel, normalement et internationalement déclaré zone rouge. Le même jour, Rajoelina prend la tête d'une Haute Autorité de transition et nomme un « Premier ministre » en la personne de Roindefo Monja.
Le 4 mars 2009, des affrontements entre des manifestants de l'opposition et les forces de l'ordre à Ambositra font deux morts par balles parmi les manifestants et plusieurs blessés de part et d'autre.
Poursuivi par la justice, Andy Rajoelina se réfugie le 6 mars à l'ambassade de France.
Le 11 mars, des militaires proches de Andry Rajoelina forcent le chef de l'État major à démissionner. Les 14 et 15 mars, l'armée apporte son soutien à Andry Rajoelina. Le 17 mars 2009, 10 000 partisans de Rajoelina manifestent, et l'armée envahit le palais présidentiel déjà abandonné par le gouvernement et son président, réfugié dans une résidence hors de la ville et ayant annoncé dans la matinée sa démission,. L'Union africaine condamne l'invasion du palais présidentiel, la qualifiant de « tentative de coup d'État ». Cependant, Rajoelina a affirmé que la capture du palais n'était pas un coup d'État, bien qu'il se soit immédiatement installé dans les bureaux présidentiels du palais capturé.

### Attribution du pouvoir à Rajoelina
S'engage alors un débat pour savoir qui doit prendre la tête de l'État, le jeune maire d'Antananarivo étant trop jeune (d'après la constitution) pour briguer un mandat de président. Les fonctions de président de la République et de Premier ministre sont momentanément confiées à un directoire militaire.
Les 3 haut-gradés présents à l'Épiscopat d'Antanimena décident, dans la soirée du 17 mars 2009, de confier les pleins pouvoirs à l'homme de la rue Andry Rajoelina pour effectuer la transition politique.
Le 18 mars 2009, le Conseil constitutionnel de l'île officialise la prise de pouvoir de Andry Rajoelina, son investiture officielle devant avoir lieu le 21 mars 2009. Andry Rajoelina s'engage à organiser des élections et à rédiger une nouvelle constitution en vue de créer une IVe République.
Le 21 mars 2009, Andry Rajoelina prête serment, à Antananarivo dans le stade de Mahamasina, devant plus de 40 000 personnes. Aucun diplomate étranger n'est présent. La communauté internationale ne voit pas d'un bon œil cette nomination et les partenaires habituels du pays demandent que se tiennent des élections le plus rapidement possible pour rétablir l'ordre démocratique et constitutionnel. Le 23 mars 2009, des milliers de militants de l'ancien président Ravalomanana se rassemblent et manifestent pour le retour de celui-ci tout en dénonçant le coup d'État qui vient d'avoir lieu.
Estimant le changement de gouvernement non constitutionnel, l'Union africaine suspend Madagascar de ses instances. La Communauté pour le développement de l'Afrique australe refuse de même de reconnaître le nouveau président. L'Union européenne qualifie également de « coup d'État » le changement de régime à Madagascar, tandis que les États-Unis jugent le transfert du pouvoir « non démocratique ». Le président de la République française Nicolas Sarkozy déclare, toujours le 20 août : « Bien sûr c'est ça, un coup d’État... Il y a beaucoup de choses à dire sur l'ancien président (Marc Ravalomanana) mais j'observe qu'il est renversé sans aucune élection ».
Andry Rajoelina rejette lui-même la notion de coup d'État, préférant parler de « soulèvement populaire ». Il argumente qu'il se serait agi d'un coup d'État si le précédent président n'avait pas démissionné, et rappelle la légalité du transfert du pouvoir corroboré par l'ordonnance 2009-001 du 17 mars 2009. Il affirme également que la seule entorse constitutionnelle lors de la passation a été réalisée par son opposant, qui aurait dû légalement remettre le pouvoir au Sénat, et non à un directoire militaire. Le ministre des Affaires étrangères de la Transition Ny Hasina Andriamanjato rejette lui aussi l'étiquette de coup d'État, estimant que « le président Ravalomanana a transmis par ordonnance le pouvoir aux militaires qui l'ont eux-mêmes transmis par ordonnance à Andry Rajoelina, donc nous sommes un pouvoir légal » et d'affirmer : « il n'y a pas besoin [d'onction électorale], la population nous soutient à 90 %». Le chercheur Adrien Ratsimbaharison considère aussi que « cette thèse du coup d’État était le cheval de bataille des partisans de l’ancien président (ce serait en fait la pièce maîtresse même de leur stratégie de reconquête du pouvoir) ». A contrario, le constitutionnaliste Jean-Éric Rakotoarisoa concède qu'il s'agit d'un coup d'État, Le Monde rappelant également que le camp de Rajoelina a voulu lui donner des « apparences légales », bien que soutenu par l'armée.

### Poursuite du bras-de-fer avec Ravalomanana
Début avril, les assises nationales sous la présidence de la Haute autorité de transition (HAT) fixent la tenue d'un référendum constitutionnel en septembre 2009, des élections législatives en mars 2010 et une élection présidentielle en octobre 2010. Ces assises nationales se tiennent en l'absence des représentants du TIM (le Tiako i Madagasikara, le parti de Marc Ravalomanana), celui-ci tenant des assises séparées, tandis que des tentatives de conciliations diplomatiques sont engagées.
Le 14 avril, Marc Ravalomanana en exil au Swaziland revient sur sa démission concédée le 17 mars. Il nomme à son tour un Premier ministre « légal », Manandafy Rakotonirina, politicien éprouvé, âgé de 70 ans, et tête de liste du parti Militant pour le Progrès de Madagascar. Cette nomination est aussitôt dénoncée par le pouvoir en place, et le ministre de la justice de la HAT lance un mandat d'arrêt contre le président déchu et son ministre des finances. L'ONU et les officiels étrangers sont ballottés. Le lendemain, la HAT nomme 11 nouveaux ministres.
Le 20 avril, des malgaches se rassemblent à Antanananarivo pour écouter Ravalomanana s'exprimer par téléphone et protester contre la fermeture de deux stations de radio, Radio Fahazavana et Radio Mada, cette dernière étant la propriété de Ravalomanana. Lorsque les manifestants commencent à marcher vers un palais de justice dans le centre de la ville, la police utilise du gaz lacrymogène pour disperser les foules et tire ensuite. Deux manifestants sont tués et une vingtaine de personnes sont blessées pendant les manifestations. Le lendemain, des milliers de personnes se rassemblent pour pleurer les deux morts. Les manifestations sont alors interdites « afin de rétablir l'ordre public ». Malgré l'interdiction, une manifestation a lieu à nouveau le lendemain. Plus d'un millier de personnes se rassemblent pour protester, moins nombreuses et sur une durée plus courte que les jours précédents. Le 27 avril, l'armée envahit la Cour constitutionnelle pour arrêter plusieurs membres de la sécurité de cette institution, soupçonnés d'encourager la violence lors des manifestations pro-Ravalomanana. Cette recherche des responsables des manifestations pro-Ravalomananan prend des formes diverses. Manandafy Rakotonirina, âgé de 70 ans, nommé premier ministre « légal » par l'ancien président réfugié en Afrique du Sud, commence à travailler à l'hôtel Carlton à Antanananarivo, et nomme lui aussi un gouvernement, le 28 avril. Les forces de l'ordre investissent le Carlton et l'arrêtent. Il est accusé, lui aussi, d'avoir fomenté les manifestations ayant donné lieu à des violences policières. Toujours à la fin avril, le gouvernement de Rajoelina informe l'Union Africaine qu'il est prêt à tenir des élections avant la fin de 2009, plus tôt qu'il ne l'a déclaré précédemment

## Réactions internationales
- Afrique du Sud : Le ministre des affaires étrangères Nkosazana Dlamini-Zuma déclara que l'Afrique du Sud soutiendra les « pressions à l'encontre du nouveau gouvernement ainsi que la non-reconnaissance de cette dernière par la SADC »[47].
- Allemagne : L'Allemagne condamna la prise de pouvoir violente et demanda le retour de la démocratie[48].
- Canada : La ministre des affaires étrangères Lawrence Cannon déclara que le changement de pouvoir était « illégal et anti-démocratique ». Le Canada s'est ensuite prononcé en faveur d'une résolution pacifique et démocratique de la crise[49].
- France : Le président Nicolas Sarkozy demanda des élections « le plus vite possible, pour en finir avec le coup d'état »[50].
- Mexique : L'ambassadeur du Mexique aux Nations unies, Claude Heller, affirma que le changement de pouvoir est « un coup d'état anticonstitutionnel » et que seul des élections feront avancer Madagascar[51].
- Nigeria : Le ministre des affaires étrangères Ojo Maduekwe demanda la « restauration de l'ordre constitutionnel »[51].
- Royaume-Uni : Le ministre des affaires étrangères Mark Malloch Brown dit qu'il « condamne sans réserve le transfert de pouvoir non constitutionnel, non démocratique et contraint, entre Ravalomanana et Rajoelina. Cet événement est semblable à un coup d'état »[52].
- Russie : Le ministre des affaires étrangères, Sergueï Lavrov, a déclaré que la Russie était « préoccupée par la fréquence croissante des tentatives faites sur le continent africain pour recourir à des méthodes non constitutionnelles de résolution des problèmes politiques internes ». Il a poursuivi en expliquant qu'outre l'aggravation des problèmes économiques et sociaux, le recours à la force est préoccupant et va à l'encontre des principes démocratiques, tout en affirmant le soutien de la Russie à la position de l'Union africaine[53].
- Swaziland : Le roi Mswati III déclara que l'arrivée au pouvoir de Rajoelina est anticonstitutionnelle et « viole les principes basiques, les traités et les protocoles »[54].
- Tchéquie : Le ministre des affaires étrangères Karel Schwarzenberg déclara que le départ forcé de Ravalomanana est un « coup d'état »[55].
- Zambie : Le ministre des affaires étrangères Kabinga Pande a qualifié l'arrivée d'Andry Rajoelina au pouvoir à Madagascar de « pas en arrière et de danger pour l'enracinement de la démocratie et de l'ordre constitutionnel sur le continent ». La Zambie a également appelé à mettre en place des sanctions contre Madagascar et suspension du pays de la SADC et de l'UA[56].

## Résolution de la crise

### Accords de Maputo
Lors d'une réunion tenue le 23 mai 2009 entre les différents factions en conflit, une percée est réalisée, s'appuyant sur cette perspective d'élections : il est convenu de former un gouvernement de transition et une commission vérité et réconciliation, et que tous les anciens présidents seront autorisés à se présenter aux élections présidentielles. Ce dernier point est cependant controversé, pouvant contribuer à accroître l'instabilité. Cependant, le 25 mai 2009, le parti de Didier Ratsiraka se retire des pourparlers.
Marc Ravalomanana, Andry Rajoelina, Didier Ratsiraka Albert Zafy se rencontrent finalement le mardi 4 août 2009 à Maputo, la capitale mozambicaine, pour des pourparlers de médiation d'une durée de quatre jours avec l'ancien président mozambicain Joaquim Chissano en tant que médiateur. Des représentants de l'Union africaine (UA), des Nations unies (ONU), de l'Organisation internationale de la Francophonie et de la Communauté de développement de l'Afrique australe (SADC) sont présents.
Cette réunion aboutit aux accords de Maputo 1, le 8 août, complétés par les accords de Maputo 2, négociés du 25 au 27 août. Dans ces accords, une charte de transition entérine des institutions provisoires et reconnaît la présidence d'Andry Rajoelina. Mais les pourparlers n'aboutissent pas sur un point important, le choix du gouvernement. Monja Roindefo n’en est pas moins reconduit unilatéralement, par Andry Rajoelina, comme Premier ministre le 4 septembre 2009, avant de céder la place, le 7 novembre, à Eugène Mangalaza. Celui-ci est un Premier ministre de consensus, désigné le 7 novembre, au terme d’un « acte additionnel » obtenu sous la pression des médiateurs internationaux, à la charte de transition, négocié en août à Addis-Abeba. Le 30 novembre, Andry Rajoelina annonce à la télévision refuser de participer à de nouvelles réunions de conciliation à l’étranger, puis il profite d’une troisième réunion organisée, sans sa présence, à Maputo du 3 au 8 décembre, mais en présence d’Eugène Mangalaza, pour désigner nominativement les ministres. Il dénonce le 18 décembre 2009 les accords de Maputo no 1 et no 2, et démet de ses fonctions le Premier ministre Eugène Mangalaza. Il désigne comme Premier Ministre Cécile Manorohanta, de façon intérimaire, puis, le 20 décembre, le colonel Albert-Camille Vital. Dans le même temps, le calendrier électoral pour de futures élections législatives, évolue à plusieurs reprises, et il décide de faire précéder ces élections législatives d'un référendum sur une nouvelle constitution. Le référendum a lieu finalement en novembre 2010. Les élections législatives, reportées à plusieurs reprises, ne sont organisées qu'en 2013.

### Élections présidentielles de 2013
Après 4 ans de transition, l'élection présidentielle couplée à des élections législatives est organisée fin 2013. En accord avec la communauté internationale, Andry Rajoelina renonce à se porter candidat à la condition que son adversaire Marc Ravalomanana, alors en exil en Afrique du Sud, renonce lui aussi à se présenter (règle du « Ni-Ni »). Les partisans d'Andry Rajoelina se regroupent au sein d'une plate-forme dénommée MAPAR (Miaraka Amin'i Presidà Andry Rajoelina). Il apporte son soutien à la candidature de son ministre des Finances, Hery Rajaonarimampianina. Le MAPAR obtient la majorité des sièges à la nouvelle Assemblée nationale tandis qu'Hery Rajaonarimampianina accède à la magistrature suprême au second tour. L'accession d'un président démocratiquement élu marque officiellement la sortie de la crise politique malgache qui aura duré quatre ans,.

## Effets de la crise

### Économie
Le ministre des Finances, Benja Razafimahaleo, a annoncé une baisse des recettes publiques de 15 à 20 %. Ravalomanana est propriétaire de Tiko, la plus grande ferme laitière de Madagascar. Après que Rajoelina ait pris le pouvoir, les partisans de Rajoelina ont pillé les fermes laitières de Tiko, ce qui a entraîné une pénurie de lait à Madagascar.
Les recettes du tourisme ont diminué de 70 %, en partie parce que certains pays étrangers ont déconseillé leurs citoyens de se rendre dans le pays. Environ 70 % des hôtels ont fermé en raison de la chute des activités. Les grèves, les pénuries de salaires et la réduction de l'aide étrangère sont également à l'origine de problèmes économiques pour le pays. En effet, le taux de croissance du pays en 2009 était de -4,0 % alors qu'il était 7,1 % en 2008, sous Ravalomanana.